# Euphorbia burgeri
Euphorbia burgeri es una especie fanerógama perteneciente a la familia de las euforbiáceas. Es endémica de Etiopía.

## Descripción
Es un árbol candelabriforme o arbusto que alcanza un tamaño de 3 m de altura, con un tallo separado y ramas ascendentes  de hojas caducas con el viejo tronco limpio; los tallos con 3 (-4) caras, a 3-4,5 cm de ancho, constreñida fuertemente a intervalos de 12 cm de longitud;

## Ecología
Se encuentra en las laderas de piedra caliza, localmente comunes, a veces subdominantes, a una altitud de 1200-1560 metros en Etiopía.
Está muy cercana a Euphorbia cactus.

## Taxonomía
Euphorbia burgeri fue descrita por Michael George Gilbert y publicado en Collectanea Botanica a Barcinonensi Botanico Instituto Edita 21: 70. 1992.
Etimología
Euphorbia: nombre genérico que deriva del médico griego del rey Juba II de Mauritania (52 a 50 a. C. - 23), Euphorbus, en su honor – o en alusión a su gran vientre –  ya que usaba médicamente Euphorbia resinifera. En 1753 Carlos Linneo asignó el nombre a todo el género.
burgeri: epíteto otorgado en honor del botánico estadounidense William Carl Burger (1932- ), gran estudioso de la flora de Costa Rica, quien trabajando en Etiopía recolectó esta euforbia.
Sinonimia
- Arthrothamnus ecklonii Klotzsch & Garcke (1859)
- Arthrothamnus bergii Klotzsch & Garcke (1860)[2]